# ام‌اس اشتاتندم
ام‌اس اشتاتندم (به انگلیسی: MS Statendam) یک کشتی است که طول آن ۲۱۹ متر (۷۱۹ فوت) و ارتفاع آن ۴۰ متر (۱۳۰ فوت) می‌باشد. این کشتی در سال ۱۹۹۳ ساخته شد.